# Калви Ризорта
Ка̀лви Ризо̀рта (на италиански: Calvi Risorta) е община в Южна Италия, провинция Казерта, регион Кампания. Разположена е на 106 m надморска височина. Населението на общината е 5855 души (към 2010 г.).
 Административен център на общината е градче Дзуни (Zuni).